# Faktor-VII-aktivierende Protease
Die Faktor-VII-aktivierende Protease (FSAP, Hyluronan-bindendes Protein 2) ist eine Serinprotease, die erst in neuerer Zeit entdeckt wurde. FSAP (engl. factor VII-activating protease) hat zwei wichtige Funktionen im System der Hämostase. Zum einen aktiviert es den Faktor VII zu Faktor VIIa und startet damit die plasmatische Gerinnung des Blutes. Zum anderen ist es aber auch ein Aktivator für bestimmte Plasminogen-Aktivatoren, im Besonderen für Prourokinase, eine Vorstufe der Urokinase. Das Enzym Plasmin steht am Ende dieser Aktivierungskette und ist in der Lage, ein Fibringerinnsel wieder aufzulösen. Ein Defekt im Gen, welches die FSAP codiert, ist als Marburg I polymorphism (engl.) bekannt. Dieser Defekt könnte theoretisch zu einer ungenügenden Aktivierung von Plasminogen-Aktivatoren führen, woraus wiederum eine erhöhte Neigung zu thrombotischen Ereignissen resultieren könnte.
Diese Theorie wurde beispielsweise von Hoppe et al. in einer Studie belegt. Van Minkelen u. a. jedoch fanden in einer eigenen Studie keinen Zusammenhang zwischen dem Marburg I polymorphism und thrombotischen Ereignissen. Sie führten die Ergebnisse von Hoppe auf deren Auswahlkriterien für die Studienteilnehmer in den Gruppen von Patienten bzw. Kontrollpersonen zurück.

## Darstellung der Aktivierung
```
               
FSAP

                ↓
           u-PA ← Pro u-PA
            ↓
Plasminogen → Plasmin
                 ↓
          Fibrin → Fibrinspaltprodukte
```